# Корнієнко Анатолій Іванович
Анато́лій Іва́нович Корніє́нко (5 листопада 1938, село Полствин, тепер Черкаського району Черкаської області — 18 січня 2022) — український радянський партійний діяч, 1-й секретар ЦК ЛКСМУ, 1-й секретар Тернопільського обкому КПУ, 1-й секретар Київського міськкому КПУ. Член ЦК КПУ в 1976—1991 р. Член Політбюро ЦК КПУ у жовтні 1989 — червні 1990 р. Депутат Верховної Ради УРСР 9—10-го скликань. Член Президії Верховної Ради УРСР 9-10-го скликань. Депутат Верховної Ради СРСР 11-го скликання. Народний депутат СРСР у 1989—1991 р.

## Біографія
Народився в селянській родині.
Освіта вища. Закінчив Київський технологічний інститут легкої промисловості, інженер-технолог.
З 1959 року — завідувач технічної бібліотеки, секретар комітету ЛКСМУ Київської взуттєвої фабрики, у 1960—1962 роках — майстер, начальник цеху Київської взуттєвої фабрики № 1.
Член КПРС з 1961 року.
У 1962—1968 роках — 2-й секретар Київського міського комітету ЛКСМУ, секретар, 2-й секретар Київського обласного комітету ЛКСМУ. У 1968—1971 роках — 1-й секретар Київського міського комітету ЛКСМУ. Понад чотири роки був кандидатом у члени бюро Київського міському КПУ.
У 1971—1972 роках — 1-й секретар Шевченківського районного комітету КПУ міста Києва.
27 січня 1972 — 25 січня 1975 року — 2-й секретар ЦК ЛКСМ України.
25 січня 1975 — 4 березня 1983 року — 1-й секретар ЦК ЛКСМ України.
25 лютого 1983 — 20 березня 1987 року — 1-й секретар Тернопільського обласного комітету КПУ.
У 1987—1989 роках — завідувач відділу організаційно-партійної роботи ЦК КПУ.
У лютому — липні 1989 року — заступник завідувача відділу партійного будівництва та кадрової роботи ЦК КПРС.
У липні 1989 — серпні 1991 року — 1-й секретар Київського міського комітету Компартії України. З 4 березня 1990 року — депутат Київської міської Ради.
З 1991 року — на пенсії в Києві. Помер 18 січня 2022 року.

## Нагороди
- два ордени Трудового Червоного Прапора
- орден Дружби народів
- медалі
- Грамота Президії Верховної Ради Української РСР (25.10.1968)